# Nicholas Turro
Nicholas J. Turro (Middletown, 18 maggio 1938 – 24 novembre 2012) è stato un chimico statunitense, pioniere della fotochimica dei composti organici, della fotochimica supramolecolare e della spin chemistry.

## Vita
Nicholas J. Turro nacque a Middletown (Connecticut). Studiò dapprima alla Wesleyan University di Middletown. Conseguì poi il PhD nel 1963 al California Institute of Technology lavorando con George S. Hammond, cui seguì un anno di post-dottorato presso Paul Doughty Bartlett all'Università di Harvard. Nel 1964 entrò alla Columbia University come istruttore e diventò professore nel 1969. Nel periodo 1981-1983 diresse il dipartimento di chimica e dal 1997 al 2000 fu condirettore del dipartimento di ingegneria chimica. Fu anche nominato professore di ingegneria chimica e chimica applicata (1997) e professore di ingegneria ambientale e scienza dei materiali (1998). Morì nel 2012 a causa di un tumore al pancreas.

## Contributi
Turro è stato un pioniere nei campi della fotochimica dei composti organici, della fotochimica supramolecolare e della spin chemistry. Un ampio riassunto delle sue ricerche è contenuto in un articolo che lui stesso scrisse, già malato, nel 2011.

## Opere
Turro è stato autore di più di 900 articoli scientifici su riviste specializzate. Ha scritto inoltre libri che hanno fortemente influenzato il progresso della fotochimica organica: 
- (EN) N. J. Turro, Molecular Photochemistry, New York, Benjamin, 1965.
- (EN) N. J. Turro, Modern Molecular Photochemistry, Addison-Wesley, 1978, ISBN 978-0-8053-9353-8.
- (EN) N. J. Turro, J. C. Scaiano, V. Ramamurthy, Principles of Molecular Photochemistry: An Introduction, University Science Books, 2008, ISBN 978-1-891389-57-3.
- (EN) N. J. Turro, J. C. Scaiano, V. Ramamurthy, Modern Molecular Photochemistry of Organic Molecules, University Science Books, 2008, ISBN 978-1-891389-25-2.

## Riconoscimenti
Nel 1981 fu eletto alla National Academy of Science e alla American Academy of Arts and Sciences. Turro ottenne inoltre numerosi premi e riconoscimenti, tra i quali il Premio Willard Gibbs nel 2000, e il Premio Arthur C. Cope nel 2011. Quest'ultimo è considerato il premio più importante della chimica organica, e gli fu conferito per "aver posto le basi della fotochimica organica moderna, della fotochimica supramolecolare, e della spin chemistry".